# Nueve brindis por un rey
Nueve brindis por un rey es una obra de teatro en dos actos de Jaime Salom, estrenada en 1974.

## Argumento
Esta farsa histórica amparándose en los sucesos históricos del Compromiso de Caspe, que supuso en 1412, el acceso al trono de la Corona de Aragón de Fernando de Trastámara ofrece un alegato en contra del poder constituido con derecho a sucesión así como a la política sin escrúpulos y a recurrir a las guerras y revueltas para la consecución de fines.

## Estreno
- Teatro Beatriz, Madrid, 27 de septiembre de 1974.
  - Dirección: Alberto González Vergel.
  - Escenografía: Manuel Mampaso.
  - Intérpretes: Amparo Baró, Ángel Picazo, Terele Pávez, José María Guillén, María Jesús Sirvent, Carlos Casaravilla.